# The Radio Dept.
The Radio Dept. est un groupe pop de Lund en Suède.
Le groupe fut formé en 1995 par des amis d'école, Elin Almered et Johan Duncanson.
"The Radio Dept" connaît un premier succès en 2003 avec leur titre "Keen on Boys" extrait de l'album Lesser Matters, titre que l'on retrouve sur la bande originale du film Marie-Antoinette de Sofia Coppola.
Leur second album, "Pet Grief" sort en 2006 et accentue encore davantage le son Shoegazing qui émergeait fortement dans le premier, et l'utilisation proéminente d'un synthétiseur planant.

## Son
The Radio Dept. appartient au genre Shoegazing très proche des Cocteau Twins et de M83. Leur style se compose de sons planants, une voix étouffée dans une cascade de guitares, le tout appuyé par des nappes synthétiques très denses.
Leurs influences citées sont: Charles Aznavour, Saint Etienne, Broadcast, Frank Sinatra, Joy Division, Pet Shop Boys, Chet Baker, Fennesz, Nick Drake, Kevin Rowland, Prefab Sprout (Paddy McAloon), Junior Boys, Orange Juice, Kraftwerk, Neu!, Jonathan Richman, The Avalanches et The Pale Fountains.

## Discographie

### Albums
- Lesser Matters, CD, Labrador 2003 (LAB035)
- Pet Grief, CD, Labrador 2006, (LAB095)
- Clinging to a Scheme, CD, Labrador 2010, (LAB105)
- Running Out Of Love, CD, Labrador 2016, (LAB158)

### Maxis et singles
- Against the Tide 7", Slottet 2002
- Annie Laurie EP, Slottet 2002
- Liebling 7", Slottet 2002
- Where the Damage Isn't Already Done, CDEP, Labrador 2002 (LAB033)
- Pulling Our Weight, CDEP, Labrador 2003 (LAB058)
- Why Don't You Talk About It?, CDEP, XL 2004 (REKD41CD)
- This Past Week, CDEP, Labrador 2005 (LAB068)
- The Worst Taste in Music, CDEP, Labrador 2006
- We Made The Team, MP3/Single, Labrador 2006 (DLAB0002)

### Compilations
- Passive Aggressive: Singles 2002-2010, CD, Labrador 2011, (LAB135)

## Lien
- Site officiel
- Page MySpace